# Alpinia nigra
Alpinia nigra là một loài thực vật có hoa trong họ Gừng. Loài này được (Gaertn.) Burtt mô tả khoa học đầu tiên năm 1977.